# Siren Sundby
Siren Sundby (née le 2 décembre 1982 à Lørenskog) est une sportive norvégienne qui a pratiqué la voile au niveau international.

## Résultats
En 2003, Sundby a été désignée comme le marin de l'année par la Fédération internationale de voile.
Aux Jeux olympiques d'été de 2004, elle obtient la médaille d'or dans la classe Europe.